# منتخب تنزانيا لكرة السلة
منتخب تنزانيا لكرة السلة (بالإنجليزية: Tanzania national basketball team)‏ هو ممثل تنزانيا الرسمي في المنافسات الدولية في كرة السلة . تأسس في 1968.